# Решетов Ілля Федорович
Решетов Ілля Федорович (28 червня (10 липня) 1894, село Комарово, Нікольський повіт, Вологодська губернія — 30 жовтня 1937) — співробітник ЧК-ОГПУ-НКВД СРСР, комісар державної безпеки 3-го рангу (1935). Начальник Управління НКВС Свердловської області, потім помічник начальника Транспортного (VI-го) відділу ГУДБ НКВС СРСР.

## Ранні роки
З робочої родини, мастильник на прядильній фабриці в Костромі (1910—1913). Писар канцелярії Костромського повітового з'їзду з 1913 по квітень 1914. З 1912 в партії есерів, перебував на засланні в Сибіру, де познайомився з Л. Б. Каменєвим і Я. С. Аграновим. З 1912 член різних соціалістичних партій, неодноразово заарештовувався. Як член партії лівих есерів у Костромі входив до складу Костромського губкому і редколегій партійних газет «Соціаліст-революціонер» і «Полум'я боротьби». Вийшов з партії лівих есерів у вересні 1918 і приєднався до групи «Воля праці», перетвореної потім в Партію революційного комунізму. У 1920 Партія революційного комунізму влилася в РКП(б). У 1916—1917 в російській імператорській армії, рядовий військової частини в Красноярську, потім прапорщик, командир роти, начальник навчальної команди 88-го запасного полку. У 1917—1918 командир роти громадської безпеки Костроми. У 1918 член Виконкому Костромської ради, слідчий, громадський захисник, обвинувач Костромського губернського Революційного Трибуналу. У 1918—1919 навчався на гуманітарному факультеті Костромського університету.

## РККА
Організовував 1-у Костромську сотню РСЧА з березня по квітень 1918. З травня 1919 командир 2-го батальйону 184-го Костромського полку 2-ї армії на Східному фронті, в боях був поранений в стегно і перебував на лікуванні в Костромі. Секретар Костромського комітету Партії революційного комунізму. У 1919—1920 член Штабу партизанських загонів при ЦК Партії революційного комунізму.

## ВЧК-ОГПУ-НКВД
У 1920—1921 начальник Секретно-оперативної частини, заступник голови ЧК Трудової Комуни Німців Поволжя, начальник Секретно-оперативної частини, заступник голови Брянської губЧК. У 1921—1922 начальник Секретно-оперативної частини, заступник голови Костромської губЧК — губвідділу ГПУ. У 1922—1923 заступник начальника, начальник 4-го спеціального відділення Секретного відділу ГПУ НКВС РРФСР. У 1922—1925 начальник 3-го відділення Секретного відділу ГПУ НКВС РРФСР — ОГПУ при РНК СРСР, начальник підвідділу по інтелігенції Секретного відділу ГПУ НКВС РРФСР, помічник начальника Секретного відділу ГПУ НКВС РРФСР. У 1923—1924 начальник 5-го відділення Секретного відділу ОДПУ при РНК СРСР. У 1924—1926 начальник 2-го відділення Секретного відділу ОДПУ при РНК СРСР. У 1926—1928 начальник Секретно-оперативного управління Повноважного представництва ОДПУ по Далекому Сходу — Далекосхідному краю. У 1927—1928 заступник повноважного представника ОГПУ при РНК СРСР по Далекосхідному краю. У 1928—1929 начальник 5-го відділення Секретного відділу ОДПУ при РНК СРСР, помічник начальника Секретного відділу ОДПУ при РНК СРСР. У 1929—1933 повноважний представник ОГПУ при РНК СРСР по Нижньогородському — Горьковському краю. У 1933—1934 повноважний представник ОГПУ при РНК СРСР по Уралу, повноважний представник ОГПУ по Свердловській області. У 1934—1936 начальник Управління НКВС по Свердловській області. У 1936—1937 помічник начальника Транспортного — 6-го відділу ГУГБ НКВС СРСР.
Заарештований 8 червня 1937. Засуджений ВКВС СРСР 30 жовтня (за іншими даними на день раніше) 1937 по звинуваченню в тому, що був членом контр-революційної терористичної організації правих до ВМН, розстріляний в той же день.